# イースII
『イースII』（イースツー、Ys II）は、日本ファルコムのアクションロールプレイングゲーム (ARPG)、〈イースシリーズ〉の第2作目。前作『イース (I)』とは密接に繋がっており、後編にあたる。
リメイク作品として、単独の『イースIIエターナル』 (Ys II ETERNAL)・『イースII 完全版』(Ys II COMPLETE)・『イースII DS』・『イースIIクロニクルズ』 (Ys II Chronicles)の他、前作『イースI』と一本にまとめられた『イースI・II』 (Ys I・II)・『イースI・II 完全版』 (Ys I・II COMPLETE)・『イースI・IIエターナルストーリー』 (Ys I・II ETERNAL STORY)、『イースI&IIクロニクルズ』 (Ys I・&II Chronicles)がある。単独の物については下記、『I』とまとめられたものについては『イースI・II』の項を参照。

## 概要
赤毛の剣士アドル・クリスティンが主人公の冒険ファンタジー。『I』のエンディングで飛ばされた天空のイースを舞台に、古代王国イースの謎に迫る。原典とされるアドルの冒険日誌は『Ancient Ys Vanished The Final Chapter』（失われし古代王国 最終章）であり、販売タイトルに含まれてはいないものの副題としてタイトル画面で表示される。『Ancient Ys Vanished Omen』（失われし古代王国 序章）である『I』とは前後編の関係で、『I』で張られた様々な伏線が解き明かされる。『I』をプレイしていることが前提となっているため、『II』だけをプレイしても物語の全容はわからない。
アドル・クリスティンが6冊の本を集め、魔道師ダルク・ファクトと戦った後の物語。ストーリーが繋がっているため、前作に登場したキャラクターも健在となる。
『I』の「今、RPGは優しさの時代へ。」を踏まえた「優しさから、感動へ。」をキャッチコピーに、PC-8801 (PC88) 向けをオリジナルとして1988年に発売。パソコン、家庭用ゲーム機を問わず多くのプラットフォームへと移植がなされている。
1998年にはファルコム自らリメイクを行なった『イースIIエターナル (IIE)』を発売（詳細は#イースエターナル・イースI完全版を参照）。以降の移植作品はこの『IIE』をベースとして行なわれている。
イースIIのヒロイン“リリア”のイメージガールを決める『ミス・リリア・コンテスト』などのメディアミックスも盛んに行われ、OVA化、小説化、漫画化などもなされている。

## 開発スタッフ
オリジナルの主な開発スタッフ
- ゲームデザイン：橋本昌哉
- プログラミング：橋本昌哉・桶谷正剛・倉田佳彦・宮崎友好
- シナリオ：宮崎友好
- アートディレクター：桶谷正剛
- グラフィックスデザイン：大浦孝浩・都築和彦・山根ともお
- モンスターデザイン：古代彩乃
- ミュージック：石川三恵子・古代祐三[2]・永田英哉
- グラフィック：山根ともお
- プロデューサー：加藤正幸

## ストーリー
前作の冒険で6冊全てのイースの本を集めたアドル・クリスティンは、イースの書に導かれて遥か上空に浮かぶ大陸、イースへと飛ばされた。ムーンドリアの廃墟へ落下し気を失っていたアドルはランスの村のリリアに見つけられ、村へと連れられていく。リリアの母バノアよりリリアが重病にかかっていること、そしてその病気を治せる医者のフレアが行方不明であることを告げられる。フレアの弟の元に戻ってきた伝書鳩からフレアが廃坑の岩盤崩れによって閉じ込められていることを知る。そしてイースの本を持っていることを知った村長に廃坑に有る聖域に行ってみるように勧められる。二つの目的を持ったアドルは廃坑の奥へと進んでいく……。前作で残された様々な謎が紐解かれ古代王国イースの全てが明らかになっていく。

## ゲームシステム
トップビューのアクションRPGで基本的には前作を踏襲しているが、よりRPG的要素が強まっている。
前作同様のレベル制限がなされているが、前作のように途中で最高レベルに達することはない。また、レベル (Lv) の上限が上がり、Lvアップの間隔が狭まったことにより、前作に比べるとやや制限が緩くなっており、Lvを上げることによる力押しでの進行も前作よりは容易になった。ただし、低レベルに対する制限は相変わらず厳しい。
基本操作は四方への移動とアイテムの使用の他、魔法の使用が加わったが、前作同様体当たりがすべての基本となる。その他の操作としてはSTATUS画面表示、INVENTORY画面表示、EQUIPMENT画面表示にそれぞれボタンがあてがわれている。本を読む動作はアイテムの使用に組み込まれ、独自操作は廃止された他、マップ上の障害物に対し、半キャラずれている状態でも避けて進行方向へ進めるようになった。セーブは前作から特に変更がなく、ボス戦中以外であればフィールド、ダンジョンを問わずどこでも行うことができる。
攻撃は前作同様の体当たり攻撃（「半キャラずらし」も健在）の他、ファイアーの魔法による間接攻撃が可能となった。ボス戦は基本的に魔法で行う。

### 画面構成
基本的には前作を踏襲。画面下部に表示されるステータスに現在のMP/最大MPが加わり、次のLvアップ経験値は外された（ステータス画面で確認は可能）。従って『II』で画面下部に表示されるステータス情報は現在のHP/最大HP、現在のMP/最大MP、取得経験値、ゴールドの各数値と、プレーヤーと敵のHPをしめす棒グラフとなった。グラフは前作同様現在の残りHPが黄色、ダメージを受けた分のHPが赤で示される。サブ画面としてステータス画面、装備画面、アイテム画面を開いて見ることができ、サブ画面表示中はゲームにポーズがかかる。

### 回復
前作同様、フィールド上およびダンジョン内での特定のマップで立ち止まっていると徐々にHPが回復する。前作の「HEAL RING」に代わり「精霊の衣」を装備することによってダンジョン内での回復も可能となる。また前作の「HEAL POTION」に代わり「薬草」を使うことにより瞬時に全回復ができる。本作でもどちらもボス戦中には使えない。この他、点在する回復場所を利用することによってMPと共に回復することができる。MPは自然には回復せず、回復場所かアイテムによってしか回復することができない。

### ステータス
メイン画面下部で主な物が表示される他、STATUS画面で詳しい情報を見ることができる。STATUS画面で表示される情報は以下の通りである。
- LEVEL：レベル。最高値は28。レベルがあがると最大HP、STR、DEFの値が上昇する。
- EXP：経験値。敵を倒すと取得。一定値に達するとレベルが上昇。
- GOLD：金。敵を倒すと取得。武器などの購入に使用。
- STR：攻撃力。最高値は255。レベルアップの他、剣の装備によって上昇。
- DEF：防御力。最高値は255。レベルアップの他、盾・鎧の装備によって上昇。
- HP：ヒットポイント。最高値は255。0になるとゲームオーバー。
- MP：マジックポイント。最高値は255。魔法を使うと消費。
- NEXT EXP：次にレベルが上がる経験値。

### 装備品
サブ画面がEQUIPMENTとしてINVENTORY画面から独立し装備品専用となったが、画面構成は前作のINVENTORY画面左側とほとんど変わらず、アイコンで一覧が表示されており、この画面で装備も行う。カテゴリは前作から引き継いだSWORD、ARMOR、SHIELDにMAGICが追加された4種類となっており、RINGとITEMは廃止された。なお装備品としてのITEMカテゴリは廃止されたが本作のINVENTORY画面が前作のITEMカテゴリの役割も兼ねている。
- SWORD：剣。装備するとSTRが上がる。
  - SHORT SWORD
  - LONG SWORD
  - TALWARL
  - etc.
- ARMOR：鎧。装備するとDEFが上がる。
  - CHAIN MAIL
  - PLATE MAIL
  - REFLEX
  - etc.
- SHIELD：盾。装備するとDEFが上がる。
  - SMALL SHEILD
  - MIDDLE SHIELD
  - LARGE SHIELD
  - etc.
- MAGIC：神界の杖というアイテムを装備すると種類に応じた魔法が使えるようになる。ファイアーとリターンは使用ごとに、他は使用中一定時間ごとにMPを消費する。[1]
  - ファイアーの魔法 - 力を司る神官トバの魔法。火球を放つことにより、敵への攻撃などができるようになる。最終ボスと魔導士ダレスには効果がないが、その他のボスには有効。5発ごとにMPを1消費。
  - ライトの魔法 - 光を司る神官ダビーの魔法。特殊な光を照らし、見えていなかった物が見えるようになる。バトルで使うのではなく、シナリオ攻略で重要アイテムを見つけるのに必要。
  - リターンの魔法 - 大地を司る神官ハダルの魔法。一度行ったことのある町や村などにワープすることができるようになる[1]。MPを20消費。
  - テレパシーの魔法 - 知恵を司る神官ジェンマの魔法。装備すると聖獣ルーの姿に変身し、ボス敵を除く人外の者と話ができるようになる。
  - タイムストップの魔法 - 時を司る神官メサの魔法。全ての時間を凍りつかせ[1]、ボス敵以外全ての敵の動きが停止する。
  - シールドの魔法 - 心を司る神官ファクトの魔法。全身にバリアを張った状態となり[1]、最終ボスを含む全ての敵の攻撃を受け付けなくなる。

### アイテム
画面構成としてはINVENTORY画面からEQUIPMENT画面が独立したのだが、システム面から考えると、ITEMカテゴリがINVENTORYと名称を変えて装備品から独立し、前作で画面右側に表示されていた物も取り込んだと言った方が実情に近い。
全てのアイテムを装備することができるようになり、プレーヤーの意思で使うことのない物や、装備によって効果が現れるアイテムを装備した状態でアイテムボタンを操作すると装備アイテムの説明文が表示されるようになった。
斜体になっているものはエターナル以降、「アクセサリ」にカテゴライズされ、アイテムとは別枠になった。
- ハダルの章 - 大地の神官ハダルが書き残したイースの本。最初から所持している。
- トバの章 - 力の神官トバが書き残したイースの本。最初から所持している。
- ダビーの章 - 光の神官ダビーが書き残したイースの本。最初から所持している。
- メサの章 - 時の神官メサが書き残したイースの本。最初から所持している。
- ジェンマの章 - 知恵の神官ジェンマが書き残したイースの本。最初から所持している。
- ファクトの章 - 心の神官ファクトが書き残したイースの本。最初から所持している。
- 精霊の衣 - 装備するとどこでもHPが回復するようになる。
- クレリアの指輪 - 装備すると一定確率で敵の攻撃をかわす。
- 鷹の彫像 - 装備するとファイヤーの魔法が誘導弾になる。
- 薬草 - 使用すると瞬時にHPが全快する。エターナル以降は3個まで持てるようになったが、代わりに効果は50回復に減った。
- ロダの実 - 使用すると瞬時にMPが全快する。
- 鉄鉱石 - 武器屋に売ると強い防具の販売が始まる。
- 神殿の鍵 - 神殿の鍵がかかった扉を開けられるようになる。
- 神界の杖 - 手に入れて廃墟の女神像に触れると、魔法が使えるようになる。
- etc.

## 登場人物
アドル・クリスティン
声 -
シリーズの主人公。燃えるような赤毛を持つ冒険者。17歳。イースの本を6冊集め、本の力によって天空のイースの地へ飛ばされてきた。
リリア
声 - 鶴ひろみ（PCエンジン版）、久川綾（セガサターン版）
イースの地へ飛ばされていたアドルを助けた、ランスの村に住んでいる少女。15歳。本作のヒロインで、ストーリーに深く関わっている存在となる。
タルフ
溶岩の村の少年。父親を脅すために魔物に監禁される。
ルバ
タルフの父親。魔物に息子を拉致され、アドルをサルモンの神殿に行かせないようにと脅されていた。
キース
元は人間だが魔物によって妹を殺され、挙句自分も魔物の姿にされてしまう。
ゴート
ラミアの村でサルモンの神殿に続く扉を守っている青年。
マリア
ラミアの村で母親と共に暮らしていたが、魔物の人間狩りで生贄に選ばれてしまう。
神官ハダル
大地を司る6神官の一人。
神官トバ
力を司る6神官の一人。
神官ダビー
光を司る6神官の一人。
神官メサ
時を司る6神官の一人。
神官ジェンマ
知恵を司る6神官の一人。
神官ファクト
心を司る6神官の一人。

## 機種・パッケージによる違い
グラフィック・BGMといった演出部分はそれぞれの機種の性能に合わせた変更が見られるが、ストーリー、システム等は忠実に移植しているものがほとんどである。グラフィック・BGM以外に特筆すべき変更点のあるものだけを挙げる。

### パソコン
PC-88版
オリジナル。サウンドはOPN（FM音源モノラル3音・SSG音源モノラル3音）。
PC-98版
OPN以外にもビープ音のサウンドにも対応（ただし効果音のみ）。エンディング終了後にミュージックテストに入る裏技と、イースIのディスクと組み合わせて隠しモード（2つ）に入る裏技がある。フロッピーにはオープニング曲To Make the End of Battleのショートバージョンとロングバージョンが収録されている。
X1turbo版
PSG音源モノラル3音のBGMの他、FM音源ボードのある環境ではPC-88版と同様のBGMが流れる（FM音源は8音発声可能だが3音しか使われていない。ただしステレオになっている）。オープニングの縦スクロールのシーンが削られている。ユーザーディスク1枚にセーブ可能な数が増えている。エンディング終了後にミュージックテストに入る裏技がある。
FM77AV版
サウンドはOPN。デモのグラフィックが多色で描き直されている。オープニングの最後のイースが横から出てくるシーンで雲が多重スクロールする。サルモンの神殿でモンスターに教えられるコードネームが違う。エンディング終了後にミュージックテスト入る裏技がある。
MSX2版
画面は256×212ドットの低解像度だが、カラーがデジタル8色からアナログ16色に描き直されている。サウンドはPSG音源3音。MSX2版のイースIで問題になった操作性（ステータス画面・装備・アイテム画面でのサウンド停止、画面描画の遅さ、BGMのテンポずれ、ディスクアクセスの長さ）が大幅に改善されている。裏技でミュージックテストに入れたり、ポーズ中にキャラクタのドット絵を拡大表示できる。セーブ可能な数が1枚のディスクにつき最大8箇所までに増えているほか、PAC/FM-PACのSRAMにもセーブできる（SRAMの場合も最大8箇所まで）。
Windows版
下記参照。
X68000版
2020年11月24日、『Ys（イース）』『YsII（イースII）』のPC-88SR版をX68000用に忠実に移植したものを、2021年3月9日(火)発売と発表。

#### 海賊版
『I』同様に、ユーザーが非公式に他機種へ移植した海賊版が存在する。

### ゲーム機

#### オリジナルベース
ファミコン版
ゲーム内容が色々とアレンジされていた『I』と違い、PC88版をなるべく忠実に移植。一部マップが省略されている。
PCエンジン版
タイトルは『イースI・II』であり、『I』と一本にまとめられている。『I』との合併によるゲームバランスの変更。会話グラフィックの採用。キャラクターがしゃべる演出など。ストーリーも一部変更が加えられている。詳しくは『イースI・II』を参照。
セガサターン版
『ファルコムクラシックスII』に「太陽の神殿 ASTEKA II」と共に収録。斜め移動とダッシュが可能となっている他、メッセージの変更、会話グラフィックの採用しゃべる演出などの変更が見られる。
Nintendo Switch版
タイトルは『EGGコンソール イースII PC-8801mkIISR』であり、PC-8801mkIISR版の移植。2024年3月14日にダウンロード版が配信開始された。また、2025年1月9日には『EGGコンソール イースII MSX2』のタイトルでMSX2版の配信もなされた。

#### Windows版ベース
以下の作品はWin版『イースII完全版』をベースに移植されている。
PlayStation 2版
タイトルは『イースI・IIエターナルストーリー』であり、『I』と一本にまとめられている。「Ys II ETERNALモード」と「Ys ETERNAL STORYモード」があり「Ys II ETERNALモード」はWinからのベタ移植。「Ys ETERNAL STORYモード」では装備品に対する新システムが追加されている。詳しくは『イースI・IIエターナルストーリー』を参照。
ニンテンドーDS版
タイトルは『イースII DS』。Win版をベースとしているが、「体当たり攻撃」を廃止して「剣を振る」操作が追加されている。またマップを3D化しており、ノルティア氷壁やサルモン神殿などの広大なマップエリアでは画面の切り替えがWin版より多く生じている。DSの機能を利用したタッチペンでの操作や、ワイヤレス通信機能を使った最大4人までの通信対戦を行うことが可能となった。
2008年4月18日に、『I』をセットにして「イースDS／イースII DS SPECIAL BOX」がセブンドリーム・ドットコム限定で発売された。全28曲を収録したオリジナル・サウンドトラックCDをセットにしている。
PSP版
タイトルは『イースI&IIクロニクルズ』であり、『I』と一本にまとめられている。Winからのベタ移植。キャラクターグラフィックをWin版と新規描き下ろしとから選択可能。またBGMが3モードから切替可能となっている。詳しくは『イースI・II#イースI&IIクロニクルズ』を参照。

## イースIIエターナル・イースII完全版
『イースIIエターナル (IIE)』、『イースII完全版 (IIC)』はWindows向けにファルコム自身によってアレンジ・リメイクされた同じリメイク作品のバージョン違いである。『イースII完全版』として携帯アプリへ、『イースIIクロニクルズ』としてスマートデバイスアプリへの移植もされている。
イースIIエターナル
2000年に発売。ハード性能の向上にあわせ、色数や解像度の向上に伴うグラフィックの描き替え、新録音による音楽といった演出部分は豪華に作り直されている。システムやストーリーといったゲームそのものはオリジナルを大事にはしているものの、『Iエターナル』と比較すると大胆な変更が加えられている。EASYからHARDまで3段階の難易度設定、マウスやジョイパッドでの操作など、システムにも一部変更が加わっている。オープニングムービーを当時ファルコム社員だった新海誠が手がけた。
イースI・II 完全版
『IE』と『IIE』のカップリング商品。『IIE』についてはタイムアタックモードと新たな難易度が追加された。『IE』からの変更点の詳細は下記参照。PS2版では『イースI・IIエターナルストーリー』とタイトルを変更して発売された。
イースII完全版
カップリングで販売されていた『I・IIC』をバラにしたもので、内容は同一。当初発売された物は対応機種がWindows 95/98/2000/Meであったが、2002年にはXPに対応した物が販売。2003年には『イースII 完全版XP』とタイトルを変更して販売された。

### オリジナルからのエターナルへの変更点
演出の変更
ハード性能の向上に合わせ、グラフィックの質が向上。また主要キャラクターとの会話時など随所にグラフィックを利用した演出が追加されている。音楽はオリジナルのFM音源風ではあるがアレンジが加えられている。
八方向移動とダッシュ
『IE』同様に移動方向が四方から八方に変更され、ダッシュも可能になった。ゲームバランスも、この変更に合わせ調整し直されているため、操作状況等によりダッシュを上手に活用できない場合、難易度が上がる問題も、『IE』同様に発生している。
ボスの攻撃
基本的にはオリジナルと同じ攻撃パターンであるが一部のボスキャラのパターンにアレンジが加わっている。
マップの変更
『IE』同様、ダンジョンマップはほぼ従来通りであり、また全ての村がより村らしく作り直されている。この他、ランスの村からムーンドリアの廃墟までのマップが洞窟から草原に変えられた以外は大きな変化はない。宝箱の位置はオリジナルと同じである。
レベル
Lvアップの間隔が半分になり、最高Lvが55に変更された（初期値が1のため、上がる量はちょうど2倍になっている）。ステータスの最高値は変わっておらず、レベルアップの間隔と共に、一回のLvアップに伴うステータスの上昇も半分になっている。
画面表示
オリジナルおよび『IE』ではHPを示す棒グラフが現在のHP+ダメージを受けた分のHPとして2色で表されていたが、『IIE』ではダメージ分のグラフは表示されなくなり、ダメージを受ける毎にグラフが短くなっていく。また、MPの残量もグラフで示されるようになった。
シナリオ変更
基本的にはオリジナルに忠実であるが、イースに落ちた後リリアに助けられ自力で村までいく所が、気を失っている間に運ばれているなど、オリジナルの不自然な点を自然に直す程度のアレンジが加えられている。
好感度システム村人に贈り物をすることによって好感度を上げ、ファイヤーの魔法を当てることで好感度を下げることができる。好感度を上げることにより有益な情報などが得られる場合がある。
マスコット
画面上に飾ることができるマスコットが登場。飾る以外に特に効果がある訳ではないが、条件をクリアすることによってマスコットの種類が増えていくため集める楽しみがある。
アイテム
アイテムのシステムは大きく変更された。
- 「精霊の衣」、「鷹の彫像」など装備して使うアイテムの一部が、アクセサリとして装備品に変更された。なお、効果はオリジナルと変わらない。
- 贈り物に関わるアイテムなどが追加されアイテムの種類が増えた。
  - リンゴ - 贈り物として使える他、HPを微量回復することもできる。
  - マールの花 - 贈り物として使える他、MPを微量回復することもできる。
  - ベスティアリーポーション - 使用すると敵のステータス情報を見られるようになる。
  - etc.

- いくつかのアイテムが最大3つまでの複数所持が可能となった。
- 薬草の回復効果が下がった。
- ボス戦中にもアイテムの使用が可能になった。

魔法
基本的には変化がないが、以下の3つには変更が加えられた。
ファイアーの魔法仕様が大きく変わった。一度敵にあたるとすぐに消滅するようになったが、連射が可能になり、複数の弾が画面上に存在できるようになった。ただし、一度に連射可能な弾数は残りMPに依存する。一発撃つごとにMPゲージが右側から薄暗くなっていき、一発撃つのに必要な長さよりも明るい部分が短くなると発射不能となるが、この影は自然と回復していく。また魔法ボタンをしばらく押しっぱなしにすることにより威力の増す溜め撃ちが可能に。
リターンの魔法ワープ可能な場所が増加。
タイムストップの魔法装備中ずっと敵の動きが停止し続ける方式から、魔法ボタンで発動して一定時間だけ時間を止める方式に変更。
冒険日誌
メニューに「冒険日誌」という名前のデータベースが加わった。「登場人物」では『I』の主な人物の簡単な説明が見られる他、『II』で話した人物全てが登録されていく。「モンスターリスト」では戦った敵の説明が見られる他、ベスティアリーポーションの使用後は戦いを重ねることによって詳しいステータス情報も表示されるようになる。「アドルの足跡」ではその時点までのゲームの荒筋がまとめられており、冒険に行き詰まった時のヒントとしても使える。
難易度の選択
EASY・NORMAL・HARDの3種類から難易度が選べるようになった。

#### エターナルから完全版への変更点
タイムアタックモードの追加
本編のボスキャラ戦だけを連続して行い、そのクリア時間を競うタイムアタックモードが追加された。ただし、本編を一度クリアしていないと遊ぶ事はできない。
難易度の選択
HARDよりさらに難易度の高いNIGHTMAREが加えられ、4種類から難易度が選べるようになった。

## 携帯アプリ

### フィーチャーフォン
タイトー
携帯向けにイースの総合サイトを運営。
- イースII完全版：イースII完全版の携帯移植。i、EZ、Vに対応。

基本的な内容はWindows版に準ずるが、若干の違いがある。
- 難易度設定はない。
- 一部のイベントが削られている。
- 一部のアイテムが削除されている。
- 一部のマップが削除されている。
- 街がマップではなくなり、メニューとなっている（「買い物をする」「○○と話す」といったような選択肢）。それに伴い街でのイベントは会話、状況説明の文のみとなり、好感度システムも削除されている。

### スマートフォン
DotEmu
- イースIIクロニクルズ:iOS・Androidに対応。Winからのベタ移植。キャラクターグラフィックをWin版と新規描き下ろしとから選択可能。またBGMがPC-88版・Win版・新アレンジの3タイプから切替可能となっている。

## メディアミックス
OVA、CD等の音楽メディア、小説、テーブルトークRPG、ゲームブック、漫画と、『I』と並びシリーズ内でも特に広くメディアミックスが行われている。物語の連続性から『I』とまとめられている物も多い。

### OVA
『イース 天空の神殿〜アドル・クリスティンの冒険〜』のタイトルでキングレコードと角川書店よりVHSとLDでそれぞれ全4巻が発売。

### 音楽メディア
『II』を主に扱っているもの。注のないものはCDのみ。
※¹LPレコード有 ※²カセットテープ(CT)有 ※³CTのみ（CD無）
- キングレコード
  - MUSIC FROM Ys II ※¹※²
    - 付録として楽譜がついていたが、タイトル曲のイントロ部が全く別物と言っていいほど間違っており、マイコンBASICマガジン誌上やパソコン通信などで、全く間違った演奏データが多数公開されていた。

  - MUSIC FROM Ys II RENEWAL
  - 交響曲イース ※¹※²
  - 交響曲イース'95 フィーナ〜草原〜 そして旅立ちの朝
  - PERFECT COLLECTION YsII
  - Ys PIANO COLLECTION
  - PLUS MIX VERSION FROM Ys,YsII,SOCERIAN & STAR TRADER ※²
  - PROVINCIALISM Ys
  - Lilia〜from Ys〜（三石琴乃&美野春樹カルテット）
  - クレリア（杉本理恵）
  - セルセタ（杉本理恵）
  - Heal Ring 〜やすらぎの指輪〜（杉本理恵）
- ファルコム
  - PERFECT COLLECTION Ys I,II 〜米光亮全曲集
  - PERFECT COLLECTION Ys I,II I〜スーパーアレンジ全曲集
  - ORIGINAL SOUND TRACK イース・イースIIエターナル
  - 「イース・イースII、朱紅い雫」未発表曲集
  - Ys Piano Collection
  - 交響曲「イース」

### 小説
ログアウト冒険文庫より前作と同じ人選で発売されている。なお、飛火野耀による『イース2 異界からの挑戦』と言う作品もあるが、こちらは飛火野版小説の「2」ということであり、『イースII』とは関わりがない（ベースは『イースIII』）。
- イースII 天空にひそみし魔帝 - 大場惑 著 / イラスト 池上明子（ログアウト冒険文庫）

### テーブルトークRPG
ログアウト冒険文庫版は『I』の内容も含む。
- イース2TRPG - 竹内誠 / 監修 明智昭と怪兵隊
- 関根博士 著 / イラスト 田中としひさ・金澤尚子・池上明子（ログアウト冒険文庫）
  - イースTRPGリプレイ 真・の〜てんき伝説
  - イースTRPGリプレイ 真・お気楽伝説

### ゲームブック
- イースII〜魔王復活〜 - 双葉文庫ゲームブック

### コミック
「月刊コミックコンプ」にて連載。『I』の内容も含み、かなりオリジナリティーが高い。
- イース - 羽衣翔 （1 - 4巻 : 角川書店 / 5 - 7巻 : メディアワークス）